# Pansa Hemviboon
Pansa Hemviboon (taj. อดิศร พรหมรักษ์, ur. 8 lipca 1990 w Chanthaburi) – tajski piłkarz grający na pozycji środkowego obrońcy. Od 2017 roku jest zawodnikiem klubu Buriram United.

## Kariera piłkarska
Swoją karierę piłkarską Hemviboon rozpoczął w klubie Chamchuri United. Grał w nim w latach 2012-2013. W 2014 przeszedł do TOT SC. 11 marca 2015 zadebiutował w nim w Thai Premier League w przegranym 1:2 wyjazdowym meczu z Nakhonem Ratchasima. W 2016 roku przeszedł do grającego w Thai First Division, Khonkaen United.
W 2017 roku Hemviboon przeszedł do Buriram United. Zadebiutował w nim 18 lutego 2017 w wygranym 2:1 wyjazdowym spotkaniu z Royal Thai Navy. W sezonach 2017 i 2018 wywalczył z Buriram United dwa tytuł mistrza Tajlandii.
| Sezon | Klub             | Kraj      | Rozgrywki       | Mecze | Gole |
| ----- | ---------------- | --------- | --------------- | ----- | ---- |
| 2012  | Chamchuri United | Tajlandia | Second Division | ?     | ?    |
| 2013  | Chamchuri United | Tajlandia | Second Division | ?     | ?    |
| 2014  | TOT SC           | Tajlandia | Premier League  | 0     | 0    |
| 2015  | TOT SC           | Tajlandia | Premier League  | 7     | 0    |
| 2016  | Khonkaen United  | Tajlandia | First Division  | 18    | 4    |
| 2017  | Buriram United   | Tajlandia | Premier League  | 31    | 1    |
| 2018  | Buriram United   | Tajlandia | Premier League  | 30    | 3    |

## Kariera reprezentacyjna
W reprezentacji Tajlandii Hemviboon zadebiutował 6 czerwca 2017 roku w przegranym 0:2 towarzyskim meczu z Uzbekistanem. W 2019 roku powołano go do kadry na Puchar Azji.